# On the Moon
On the Moon è il secondo album del pianista, cantante e compositore jazz Peter Cincotti.

## Tracce
1. "St. Louis Blues" (W. C. Handy) – 4:13
2. "Some Kind of Wonderful" (Gerry Goffin, Carole King) – 3:30
3. "I Love Paris" (Cole Porter) – 3:44
4. "On the Moon" (Peter Cincotti) – 5:02
5. "Bali Ha'i" (Richard Rodgers, Oscar Hammerstein II) – 3:57
6. "He's Watching" (Peter Cincotti) – 4:45
7. "Raise the Roof" (Andrew Lippa) – 4:08
8. "The Girl For Me Tonight" (Peter Cincotti, Pia Cincotti) – 5:00
9. "You Don't Know Me" (Eddy Arnold, Cindy Walker) – 4:34
10. "I'd Rather Be With You" (Peter Cincotti)  – 4:48
11. "Up on the Roof" (Gerry Goffin, Carole King) – 2:52
12. "Cherokee" (Ray Noble) – 3:13

## Classifiche
| Classifica (2004) | Posizione massima |
| ----------------- | ----------------- |
| Francia           | 21                |
| Italia            | 35                |